# Dumbarton Academy
Die Dumbarton Academy ist eine weiterführende Schule in der schottischen Stadt Dumbarton in West Dunbartonshire. Das ehemalige Schulgebäude wurde 1981 in die schottischen Denkmallisten in der Kategorie B aufgenommen. 1995 erfolgte die Hochstufung in die höchste Kategorie A.

## Geschichte
Dumbarton wurde im Jahre 1222 in den Stand eines Royal Burghs erhoben. Die früheste Erwähnung der Schule stammt aus dem Jahre 1486, wodurch die Dumbarton Academy zu den ältesten Schulen Schottlands zählt. Die Schule finanzierte sich nicht ausschließlich über Schulgelder, sondern erhielt auch städtische Zuschüsse. So waren in den 1860er Jahren lediglich drei Shilling (heute umgerechnet etwa 15 Euro) je Quartal für den Leseunterricht zu entrichten, was auch ärmeren Schichten den Schulbesuch ermöglichte. Der Vollunterricht, der Lesen, Schreiben, Arithmetik, Geographie, Latein, Französisch, Griechisch und Mathematik umfasste, schlug mit 22 Shilling je Quartal zu Buche. Zu dieser Zeit besuchten 108 männliche und 46 weibliche Schüler die Einrichtung.
Da wohlhabende Eltern ihre Kinder, wohl auch wegen der schlechten räumlichen Situation, mit dem Zuge bis nach Glasgow zur Schule sandten, wurde in den 1860er Jahren ein neues Schulgebäude errichtet. Nachdem zunächst ein Entwurf Thomas Gildards den Zuschlag erhalten hatte, machte sich der Whiskyproduzent James Smith, der außerhalb in Overtoun House residierte, für einen Entwurf des Glasgower Architekturbüros Melvin & Leiper stark, zu dessen Gunsten letztendlich entschieden wurde. Nach der Grundsteinlegung im Juni 1865 wurde das Gebäude schließlich 1867 fertiggestellt. 1882 verwüstete ein Brand Teile des Gebäudes, welches restauriert und im Folgejahr wiedereröffnet wurde. Bereits 1914 zog die Schule in einen Neubau um, obschon die Grundschule noch bis 1921 in dem Gebäude verblieb. Ein moderner Neubau wurde 2013 für 15,5 Mio. £ fertiggestellt, in den die Schule nach Beendigung des Innenausbaus umziehen wird.

## Beschreibung des denkmalgeschützten Altbaus

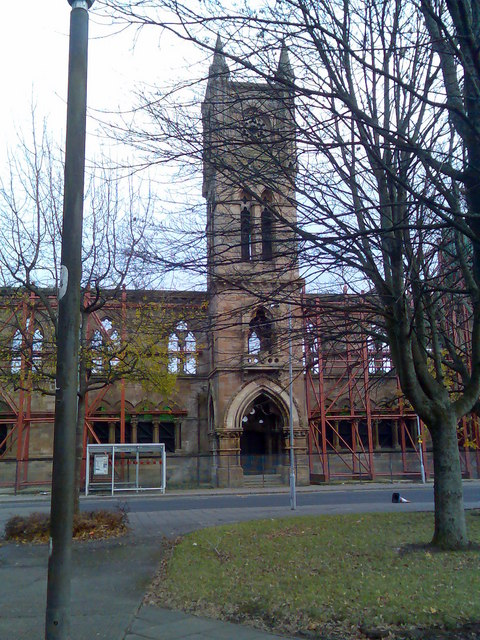
Ehemaliges Gebäude der Dumbarton Academy

Das zweistöckige, neogotische Gebäude befindet sich an der Church Street im Süden von Dumbarton (Lage: 55° 56′ 49,4″ N, 4° 34′ 1,6″ W). Nach dem Auszug der Schule wurde das Gebäude als Polizeistation und als Verwaltungsgebäude des Elektrizitätsversorgers genutzt. 1976 brach dort ein Feuer aus, das Gebäude ist seitdem eine Ruine. 1992 beantragte die Stadt den Abriss, welcher zwei Jahre später abgelehnt wurde. Anfang der 1990er Jahre wurde die Bausubstanz noch als gut beschrieben. Nachdem jedoch in den folgenden Jahren keine Veränderungen vorgenommen worden waren, verschlechterte sich der Zustand zusehends. 1991 erfolgte der Eintrag in das Register gefährdeter denkmalgeschützter Bauwerke in Schottland. Um den vollständigen Einsturz der Fassade abzuwenden, wurde ein Teilabriss beantragt, welcher schließlich genehmigt und durchgeführt wurde.
Die straßenseitige Fassade ist symmetrisch aufgebaut. Zentral ragt ein, quadratischer, vierstöckiger Turm mit dem Eingangsbereich auf. Von außen ist er über drei Spitzbogenportale zugänglich. In den oberen Stockwerken sind weitere Spitzbogen- und Zwillings-Lanzettfenster verbaut. Der Turm schließt mit einer Fensterrose im obersten Geschoss, oktogonalen Ecktürmchen und Zinnenbewehrung.